# Nabarniz
Nabarniz – gmina w Hiszpanii, w prowincji Biskaja, w Kraju Basków, o powierzchni 11,75 km². W 2011 roku gmina liczyła 227 mieszkańców.